# Machaerota shaanxiensis
Machaerota shaanxiensis är en insektsart som beskrevs av Lu 1982. Machaerota shaanxiensis ingår i släktet Machaerota och familjen Machaerotidae. Inga underarter finns listade i Catalogue of Life.